# Deepak Anand
Pour les articles homonymes, voir Anand.
Deepak Anand est un animateur de radio et homme politique provincial canadien de l'Ontario. Il est député provincial progressiste-conservateur de la circonscription ontarienne de Mississauga—Malton depuis 2018.

## Biographie
Né à Mohali dans le Pendjab en Inde, Anand fréquente l'Université du Panjab et obtient un diplôme comme ingénieur chimique. Après avoir travaillé en Inde pendant quelques années, il immigre au Canada en 2000. Il œuvre ensuite comme gestionnaire dans l'industrie automobile. Après quelques années de formation, il obtient un Master of Business Administration (MBA) de la Schulich School of Business ce qui lui permet de devenir analyste financier pour la compagnie immobilière Morguard (en) de Mississauga,.

### Carrière politique
Élu en 2018 et réélu en 2022, Anand est conseiller spécial du ministre du Développement économique, de la Création d’emplois et du Commerce, Vic Fedeli, ainsi que pour le commerce Ontario-Inde.